# Mitístrato

Mapa de algunas de las ciudades de Sicilia en la Antigüedad. Mitístrato estaba ubicada en la zona central de la isla.

Mitístrato (en griego, Μυττίστρατον) es el nombre de una antigua ciudad de Sicilia.
Durante la primera guerra púnica entre romanos y cartagineses, en el año 258 a. C. las legiones romanas de Sicilia asediadaron y tomaron rápidamente Hipana y enseguida atacaron Misístrato, que finalmente tomaron aunque resistió por mucho tiempo debido a su situación en una zona de difícil acceso. Más tarde los romanos conquistaron también Camarina y Enna.
Se han hallado monedas de bronce que se han atribuido a la ciudad de Mitístrato fechadas en el siglo IV a. C. La antigua ciudad se identifica con unos restos situados en el monte Castellazzo de Marianopoli.